# 小蛩螽属
小蛩螽属（学名：Microconema）为螽斯科的一个属。

## 下属物种
本属包括以下物种：
- Microconema arctilamina Duan, Liu & Chang, 2022
- 棒尾小蛩螽 Microconema clavata (Uvarov, 1933)